# آرسی هاریو
آرسی هاریو (فنلاندی: Arsi Harju؛ زادهٔ ۱۸ مارس ۱۹۷۴) پرتاب‌گر وزنه اهل فنلاند بود.
وی در مسابقات کشوری و بین‌المللی در مجموع برندهٔ ۱ مدال طلا، ۱ مدال برنز شده‌است.